# Monica Wilson
Monica Wilson, nacida Hunter (3 de enero de 1908 - 26 de octubre de 1982) fue una antropóloga sudafricana, profesora de antropología social en la Universidad de Ciudad del Cabo.

## Biografía
Monica nació de padres misionarios en Lovedale, Cabo Oriental, hablando xhosa de niña. Estudió historia en Girton College, Cambridge antes de obtener allí un doctorado en antropología en 1934. Su tesis, con un trabajo de campo emprendido en la nación Pondo en el Cabo Oriental entre 1931 y 1933, y lo presentó con el título Reacción a la Conquista.
Se casó con Godfrey Wilson en 1935, y la pareja emprendió trabajos de campo con los Nyakyusa en Tanzania entre 1935 y 1938. Sus trabajos los patrocinó el Instituto africano Internacional. Godfrey Wilson murió en 1944. Monica enseñó en la Universidad Universitaria de Fort Hare de 1944 a 1946 y en Rhodes Universidad de 1947 a 1951. Fue Profesora de Antropología Social en la Universidad de Ciudad de Cabo de 1952 hasta jubilarse en 1973.

Falleció en Hogsback, Cabo Oriental.

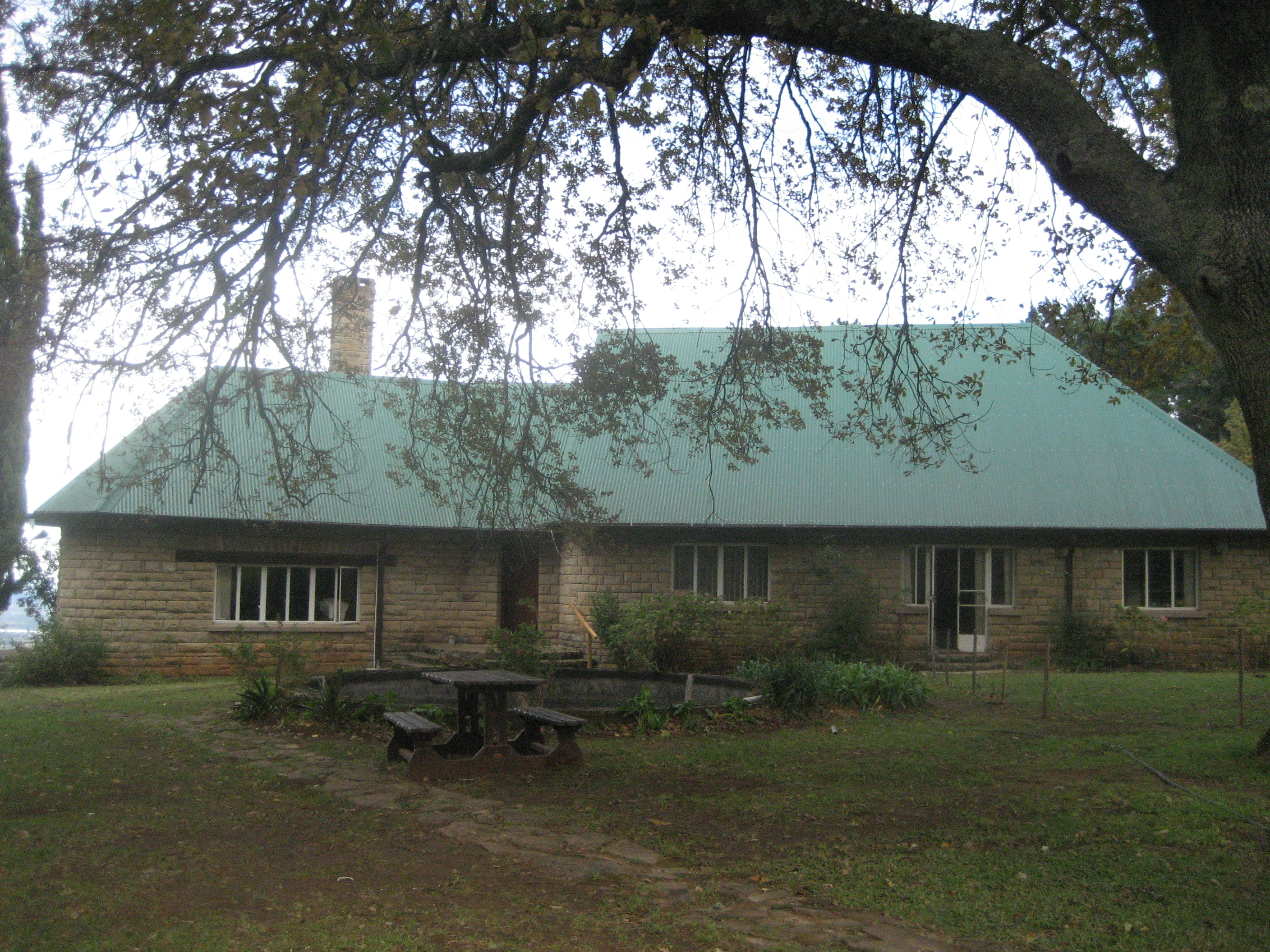
La casa de Monica Wilson en Hogsback
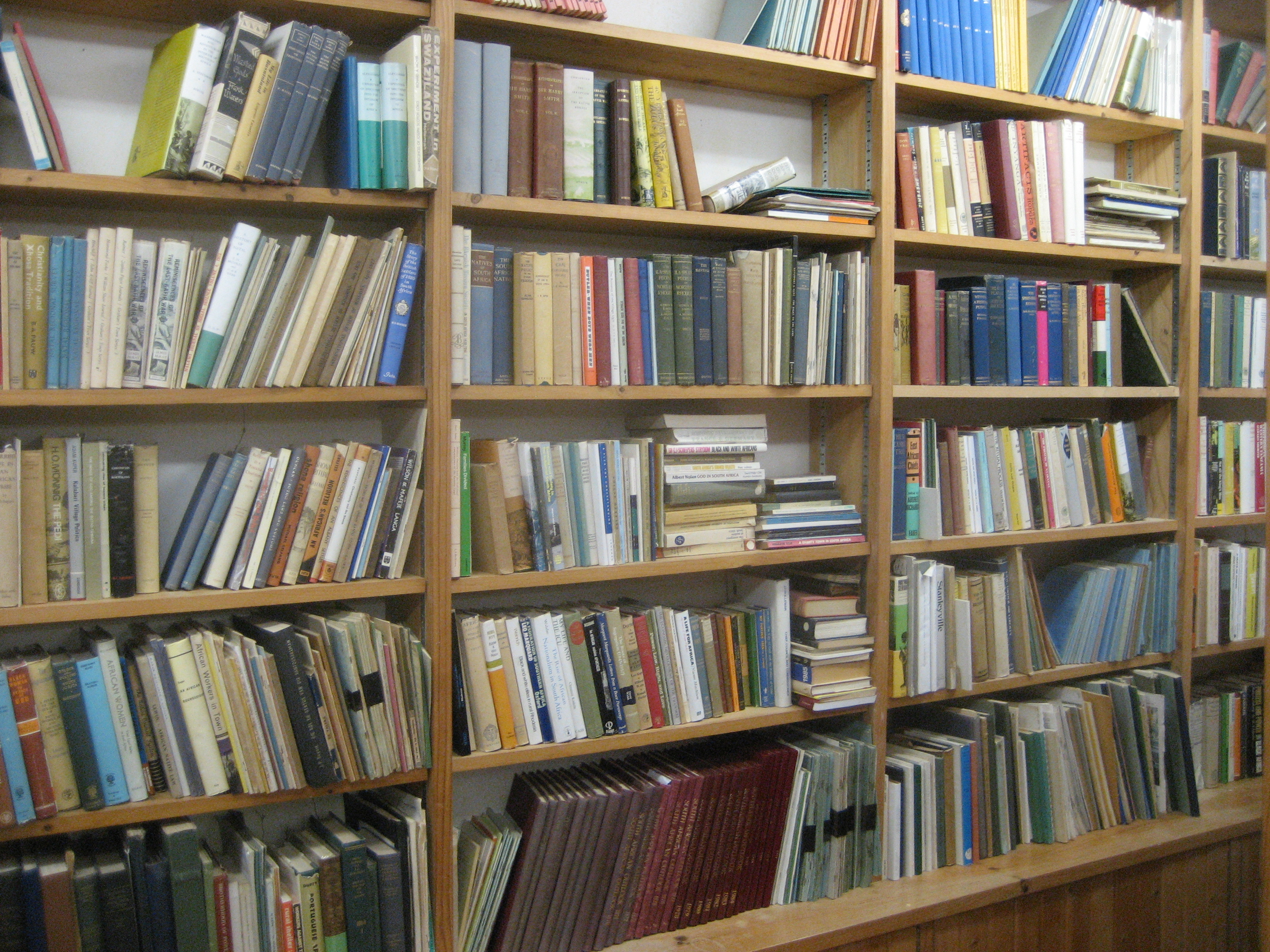
Biblioteca
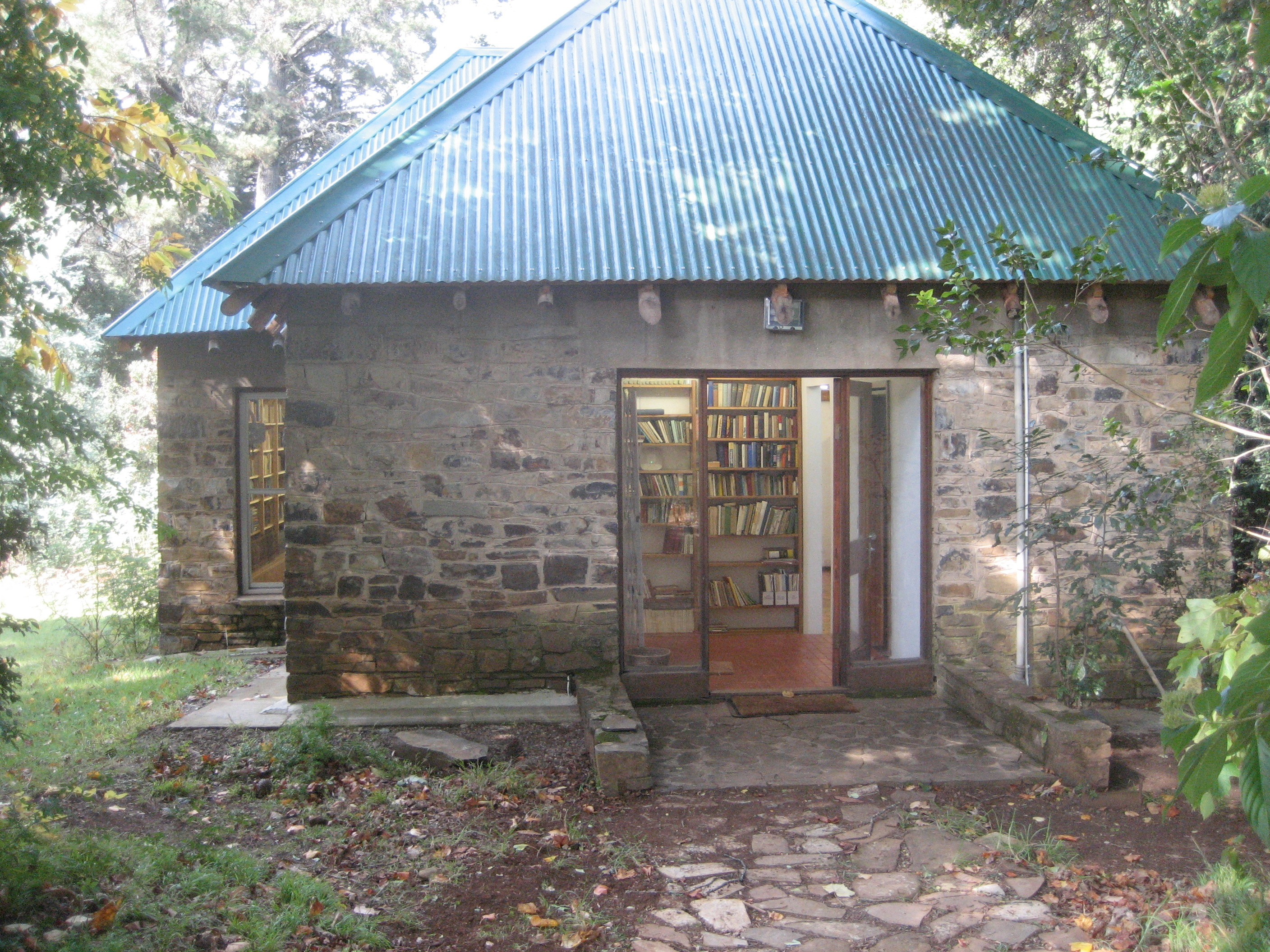
Biblioteca
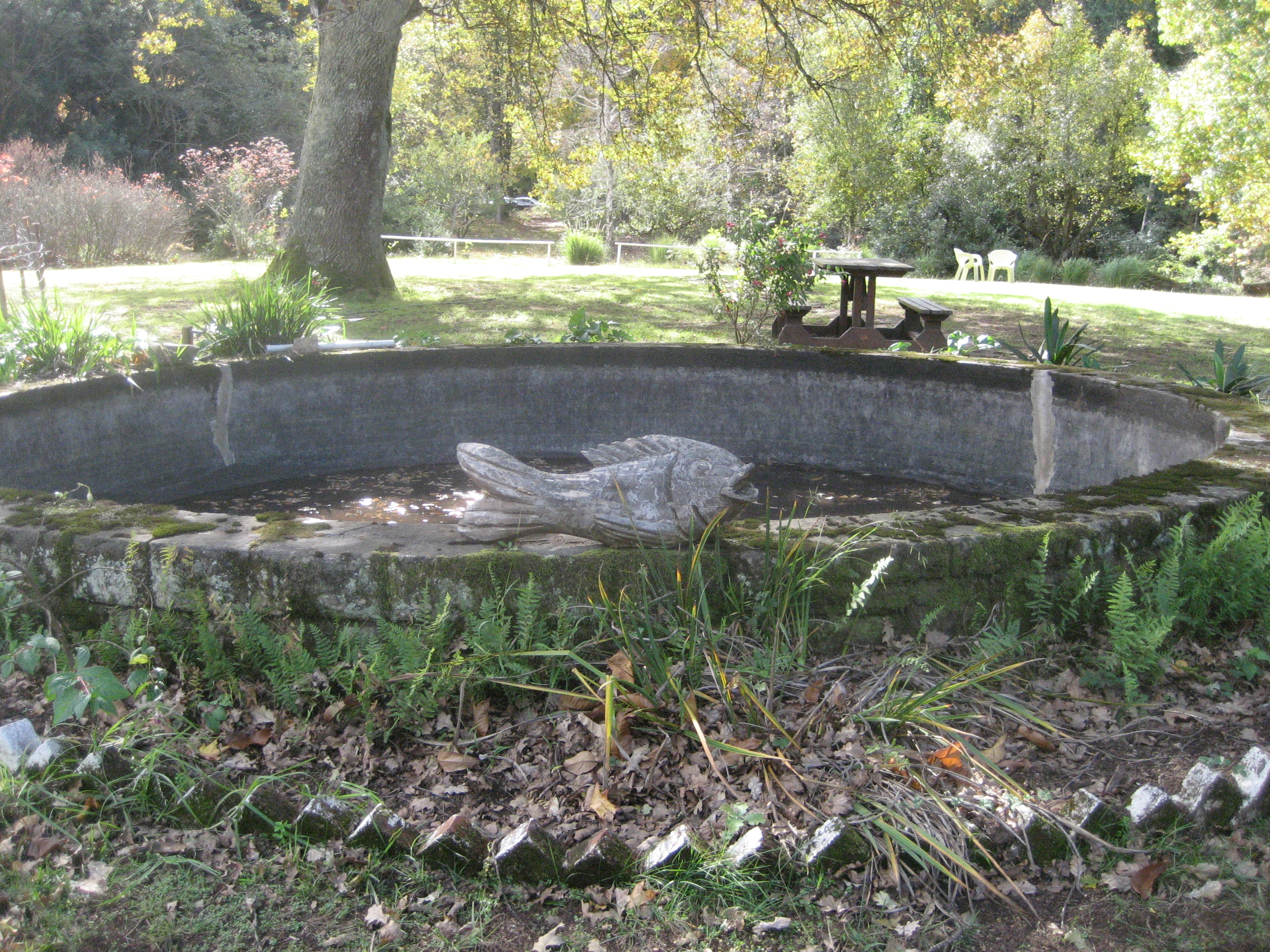
Estanque (Hogsback)

## Trabajos
- 1970. Rituals of Kinship Among the Nyakyusa. Reimpreso de International African Institute, 278 p.

- 1959. Divine Kings and the "breath of Men." Publicó University Press, 26 p.

- 1948. Some Possibilities and Limitations of Anthropological Research: Inaugural Lecture Delivered at Rhodes University College. V. 1 Occasional addresses. Inaugural lecture. Publicó Rhodes Univ. College, 19 p.

- 1945. The Analysis of Social Change: Based on Observations in Central Africa. Con Godfrey Wilson. Publicó CUP Archive, 177 p.

## Otras lecturas
- The Fires Beneath: The Life of Monica Wilson, South African Anthropologist. Penguin. 2016. ISBN 9781776090396. The Fires Beneath: The Life of Monica Wilson, South African Anthropologist. Penguin. 2016. ISBN 9781776090396.